# 卡尤加 (密西西比州)
卡尤加（英語：Cayuga）是位於美國密西西比州海恩茲縣的非建制地區。

## 歷史
卡尤加的郵局於1829年設立，其後於1906年停運。

## 地理
卡尤加所處的海拔為高於海平面82米（即269英呎），而該地所採用的時區為UTC-6，即北美中部時區（CST）。同時該地設有夏令時間，為UTC-6調快一小時，即UTC-5（CDT）。